# Till Thomas
Till Thomas (* 1979) ist ein deutscher Comiczeichner und Illustrator.

## Biographie
Till Thomas wuchs in einem Bremer Vorort auf und studierte Illustration und Kommunikationsdesign an der Hochschule für Angewandte Wissenschaften in Hamburg. Er zeichnete mehrere Geschichten für die Comcianthologie Orang und war zudem als fester Redakteur an jeder Ausgabe beteiligt. Im Jahr 2010 gründete der Comickünstler das Selbstverleger-Kollektiv The Treasure Fleet. Seit 2004 publiziert er die Comicreihe Zirp im Selbstverlag. 2011 gewann die vierte Ausgabe den ICOM Independent Comic Preis für den besten selbstverlegten Comic. 2019 erhielt Thomas ein Förderstipendium des Berliner Senats für die sechste Ausgabe von Zirp. Sein Buch Rezzo und Elisabeth ist 2014 im avant-verlag erschienen.
Er lebt und arbeitet in Berlin.

## Veröffentlichungen (Auswahl)
- Zirp. Im Selbstverlag seit 2004.
- Der große Rübenklau. In Strapazin #82, München 2006.[9]
- Bile Noire 17. Comicanthologie, Atrabile, Genf 2010, 248 Seiten, schwarz-weiß und farbig, Softcover, ISBN 2940329699.
- I Still Know What You Did Last Summer mit Aisha Franz. The Treasure Fleet, Berlin 2012, 40 Seiten, schwarz-weiß.
- Crazy Cop. In Orang X – Heavy Metal, Reprodukt, Berlin 2013, 172 Seiten, schwarz-weiß und farbig, Softcover, ISBN 978-3-943143-48-5.[10]
- Rezzo und Elisabeth. avant-verlag, Berlin 2014, ISBN 978-3-939080-97-8.